# Argemiro
Argemiro Pinheiro da Silva meglio conosciuto come Argemiro (Ribeirão Preto, 2 luglio 1915 – 4 luglio 1975) è stato un calciatore brasiliano.

## Carriera
Argemiro ha giocato in diverse squadre brasiliane tra cui il Vasco da Gama. Con la Nazionale brasiliana prese parte al Campionato mondiale di calcio 1938.

## Palmarès

### Club

#### Competizioni statali
- Campionato Carioca: 1

Vasco da Gama: 1945